# Dycladia transiens
Dycladia transiens är en fjärilsart som beskrevs av Walker 1856. Dycladia transiens ingår i släktet Dycladia och familjen björnspinnare. Inga underarter finns listade i Catalogue of Life.